# Jour de l'indépendance (Brésil)
Pour les articles homonymes, voir Jour de l'indépendance.
Le Jour de l'Indépendance (Dia da Independência ou Dia da Pátria en portugais), également connu sous le nom de « 7 septembre », est la fête nationale de la République du Brésil. Elle a été instaurée par loi en 1949 en référence au 7 septembre 1822, date de la déclaration d'indépendance du Brésil.